# Governo Jospin

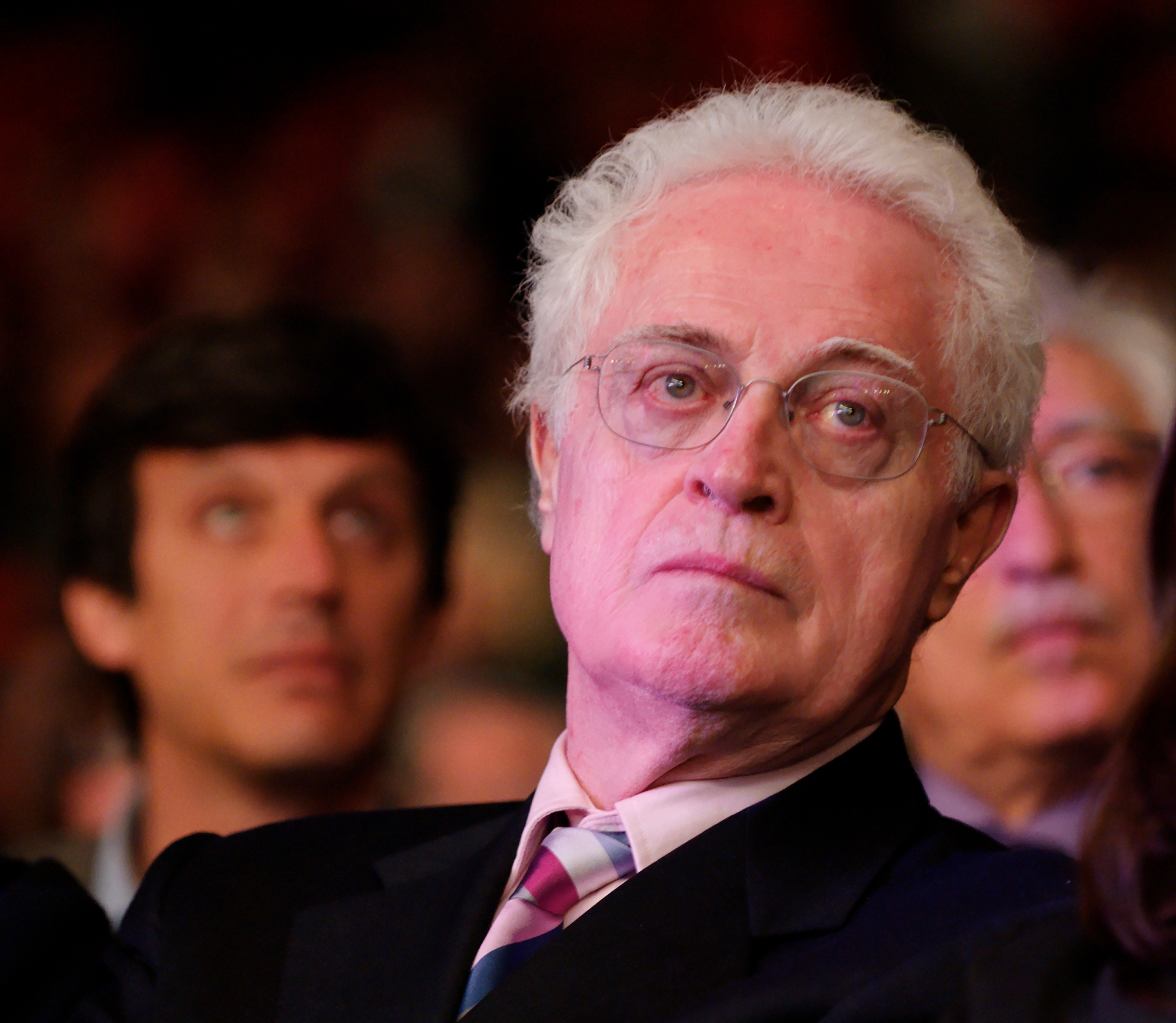
Lionel Jospin, Primo ministro del governo Jospin

Il governo Jospin è stato il ventisettesimo governo della Quinta Repubblica francese ed il terzo del primo mandato del presidente Jacques Chirac. È durato dal 2 giugno 1997, data alla quale ha rimpiazzato il governo Juppé II, al 6 maggio 2002, data alla quale fu rimpiazzato dal governo Raffarin I.
È famoso per essere stato il più lungo governo in assoluto della Quinta Repubblica, anche se Lionel Jospin è solo il terzo Primo ministro francese della Quinta Repubblica in termini di record di giorni al potere (il primo, Georges Pompidou, fu Primo ministro di quattro governi diversi e il secondo, François Fillon, di tre).

## Coalizione politica
Ad appoggiare l'esecutivo erano i partiti della "sinistra plurale":
- Partito Socialista
- Partito Comunista Francese
- Verdi
- Movimento Repubblicano e Cittadino
- Partito Radicale di Sinistra

## Composizione del Governo

### Ministri
- Ministro dell'Impiego e della Solidarietà

Martine Aubry (PS) fino al 18 ottobre 2000
Élisabeth Guigou (PS)
- Guardasigilli, Ministro della Giustizia

Élisabeth Guigou (PS) fino al 18 ottobre 2000
Marylise Lebranchu (PS)
- Ministro dell'Educazione Nazionale

Claude Allègre (PS) fino al 27 marzo 2000 
Jack Lang (PS)
- Ministro degli Interni

Jean-Pierre Chevènement (MDC) fino al 3 settembre 1998 
Interim di Jean-Jack Queyranne Segretario di Stato all'Oltremare (PS)  fino al 30 dicembre 1998
Jean-Pierre Chevènement (MDC) fino al 29 agosto 2000 
Daniel Vaillant (PS)
- Ministro degli Affari esteri: Hubert Védrine (PS)
- Ministro dell'Economia, delle Finanze e dell'Industria

Dominique Strauss-Kahn (PS) fino al 2 novembre 1999
Christian Sautter (PS) fino al 27 marzo 2000 
Laurent Fabius (PS)
- Ministro della Difesa: Alain Richard (PS)
- Ministro delle Infrastrutture, dei Trasporti e della Casa: Jean-Claude Gayssot (PCF)
- Ministro della Cultura e della Comunicazione

Catherine Trautmann (PS) fino al 27 marzo 2000
Catherine Tasca (PS)
- Ministro dell'Agricoltura e della Pesca

Louis Le Pensec (PS) fino al 19 ottobre 1998
Jean Glavany (PS) fino al 25 febbraio 2000 
François Patriat (PS)
- Ministro della Pianificazione Territoriale e dello Sviluppo

Dominique Voynet (Verdi) fino al 9 luglio 2001
Yves Cochet (Verdi)
- Ministro dei Rapporti con il Parlamento

Daniel Vaillant (PS) fino al 29 agosto 2000
Jean-Jack Queyranne (PS)
- Ministro della Funzione Pubblica e della Riforma dello Stato

Émile Zuccarelli (PRG) fino al 27 marzo 2000
Michel Sapin (PS)
- Ministro della Gioventù e dello Sport: Marie-George Buffet (PCF)
- Ministro della Ricerca: Roger-Gérard Schwartzenberg (PRG)

### Ministri delegati
- Ministro delegato agli Affari Europei: Pierre Moscovici (PS)
- Ministro delegato all'Insegnamento Scolastico: Ségolène Royal (PS) fino al 27 marzo 2000
- Ministro delegato alla Città: Claude Bartolone (PS) dal 30 marzo 1998
- Ministro delegato alla Famiglia, all'Infanzia e alle Persone portatrici di Handicap: Ségolène Royal (PS) dal 27 marzo 2000
- Ministro delegato alla Sanità: Bernard Kouchner (PS) dal 6 febbraio 2001
- Ministro delegato all'Insegnamento Professionale: Jean-Luc Mélenchon (PS) dal 27 marzo 2000
- Ministro delegato alla Cooperazione e alla Francofonia: Charles Josselin (PS) dal 13 febbraio 1998
- Ministro delegato all'Industria, alle Piccole e Medie Imprese, al Commercio, all'Artigianato e al Consumo: Christian Pierret (PS) dal 25 febbraio 2002

### Segretari di Stato
- Segretario di Stato all'Oltremare

Jean-Jack Queyranne (PS) fino al 29 agosto 2000
Christian Paul (PS)
- Segretario di Stato alla Sanità

Bernard Kouchner (PS) fino al 7 luglio 1999
Dominique Gillot (PS) dal 28 luglio 1999 fino al 6 febbraio 2001
- Segretario di Stato alla Cooperazione e alla Francofonia: Charles Josselin (PS) fino al 13 febbraio 1998
- Segretario di Stato alla Casa

Louis Besson (PS) fino al 27 marzo 2001
Marie-Noëlle Lienemann (PS)
- Segretario di Stato al Commercio estero

Jacques Dondoux (PRG) fino al 28 luglio 1999
François Huwart (PRG)
- Segretario di Stato al Bilancio

Christian Sautter (PS) fino al 2 novembre 1999
Florence Harly (PS) dal 3 gennaio 2000
- Segretario di Stato alle Piccole e Medie Imprese, al Commercio, all'Artigianato e al Consumo

Marylise Lebranchu (PS) dal 18 ottobre 2000
François Patriat (PS) fino al 25 febbraio 2002
- Segretario di Stato all'Industria: Christian Pierret (PS)  fino al 25 febbraio 2002
- Segretario di Stato alla Difesa, incaricato degli Ex-combattenti

Jean-Pierre Masseret (PS) fino al 4 settembre 2001
Jacques Floch (PS)
- Segretario di Stato al Turismo

Michelle Demessine (PCF) fino al 23 ottobre 2001
Jacques Brunhes (PCF)
- Segretario di Stato ai Diritti delle Donne e alla Formazione professionale: Nicole Péry (PS) dal 30 marzo 1998
- Segretario di Stato all'Economia solidale: Guy Hascoët (PS)
- Segretario di Stato al Patrimonio e al Decentramento culturale: Michel Duffour (PCF) dal 27 marzo 2000
- Segretario di Stato agli Anziani

Dominique Gillot (PS) dal 6 febbraio al 27 marzo 2001
Paulette Guinchard-Kunstler (PS)